# Ruden (Autriche)
Pour les articles homonymes, voir Ruden (homonymie).

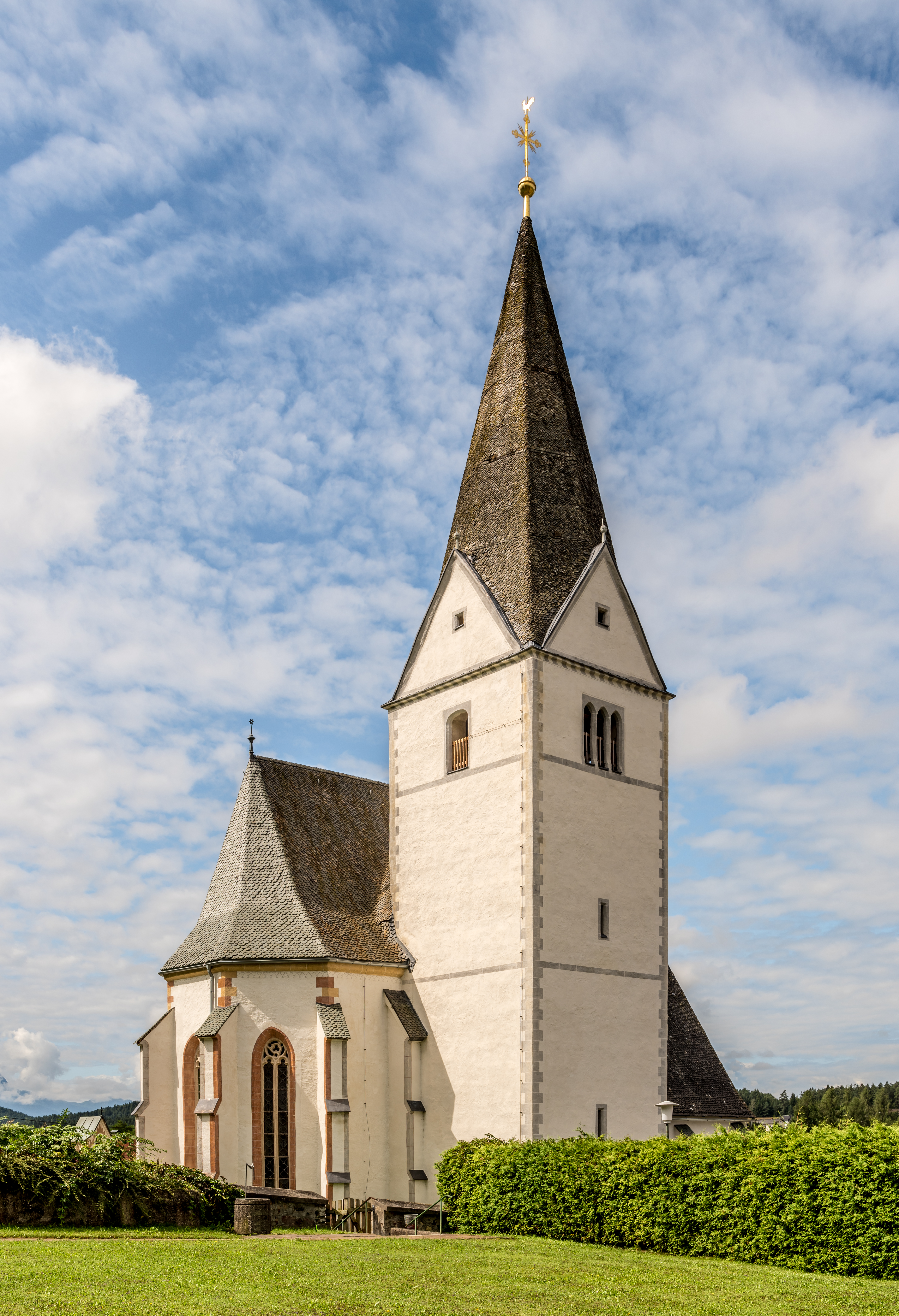
Église de la paroisse Sainte Marie Madeleine à Ruden. Août 2015.

Ruden est une commune autrichienne du district de Völkermarkt en Carinthie.